# Karme Josef
Karme Josef (hebr.: כרמי יוסף) – wieś położona w samorządzie regionu Gezer, w Dystrykcie Centralnym, w Izraelu.

## Historia
Osada została założona w 1984.

## Komunikacja
Przy wiosce przebiega droga ekspresowa nr 44  (Holon-Eszta’ol).